# 李稷 (元朝)
李稷（1304年—1364年），字孟豳，滕州（今山东省滕州市）人，元朝政治人物，元顺帝时中书参知政事。

## 生平
泰定四年（1327年）进士。历任淇州判官，海陵县丞，入翰林院，为国史编修官。元顺帝至正初年，担任监察御史，弹劾宦官高龙普干预朝政，将他流放。后来官至中书左司都司、户部尚书。至正十一年（1351年），担任参议中书省事，治书侍御史。他反对履亩起税，认为容易招致民怨。次年，跟随丞相脱脱出师攻打徐州红巾军，至正十五年（1355年），担任侍御史、中书省参知政事、御史中丞。至正十九年（1359年），为母丁忧回乡，后来起复为大都路总管，兼大兴府尹。至正二十四年（1364年），在山东廉访使任上得病致仕，死后谥号文穆。

## 延伸阅读
[在维基数据编辑]
 《元史/卷185》，出自宋濂《元史》